# De mallemolen
Chansons représentant les Pays-Bas au Concours Eurovision de la chanson
The Party's Over
(1976) 't Is OK
(1978)
Singles de Heddy Lester (en)
Friend of Mine
(1974) Samen
(1978)
De mallemolen (« Le manège ») est une chanson écrite par Wim Hogenkamp, composée par Frank Affolter et interprétée par la chanteuse néerlandaise Heddy Lester (en), sortie en 1977 en 45 tours chez Ariola. 
C'est la chanson représentant les Pays-Bas au Concours Eurovision de la chanson 1977.
Heddy Lester a également enregistré la chanson en allemand sous le titre Karussell des Lebens (« Le carrousel de la vie »), en anglais sous le titre The World Keeps Turning (« Le monde continue de tourner ») ainsi qu'en français sous le titre Le monde tourne comme un manège.

## À l'Eurovision

### Sélection
Le 2 février 1977, la chanson De mallemolen est sélectionnée au moyen du Nationaal Songfestival 1977, organisée par le radiodiffuseur NOS, pour représenter les Pays-Bas au Concours Eurovision de la chanson 1977 le 7 mai à Londres, au Royaume-Uni.

### À Londres
La chanson est intégralement interprétée en néerlandais, langue officielle des Pays-Bas, comme l'impose la règle de 1977 à 1998. L'orchestre est dirigé par Harry van Hoof (nl).
De mallemolen est la troisième chanson interprétée lors de la soirée du concours, suivant Une petite Française de Michèle Torr pour Monaco et précédant Boom Boom Boomerang de Schmetterlinge pour l'Autriche.
À l'issue du vote, elle obtient 35 points, se classant 12e sur 18 chansons,.

## Liste des titres
| A1. | De mallemolen           | Wim Hogenkamp, Frank Affolter | 3:00 |
| B1. | De man die voorbij kwam | Wim Hogenkamp, Frank Affolter | 3:00 |

## Classement

### Classements hebdomadaires
| Classement (1977)             | Meilleure position |
| ----------------------------- | ------------------ |
| Pays-Bas (Nederlandse Top 40) | 28                 |
| Pays-Bas (Single Top 100)     | 23                 |

## Historique de sortie
| Pays        | Titre                                  | Date | Format   | Label              |
| ----------- | -------------------------------------- | ---- | -------- | ------------------ |
| Allemagne   | De mallemolen                          | 1977 | 45 tours | Ariola             |
| Allemagne   | Karussel des Lebens                    | 1977 | 45 tours | Ariola             |
| Espagne     | The World Keeps Turning                | 1977 | 45 tours | Ariola             |
| France      | Le monde tourne comme un manège        | 1977 | 45 tours | Eurodisc, Arabella |
| Grèce       | The World Keeps Turning                | 1977 | 45 tours | Epic               |
| Pays-Bas    | De mallemolen, The World Keeps Turning | 1977 | 45 tours | Ariola             |
| Portugal    | The World Keeps Turning                | 1977 | 45 tours | Ariola             |
| Royaume-Uni | The World Keeps Turning                | 1977 | 45 tours | Sonet              |